# Viale di Trastevere
Viale di Trastevere è una strada di Roma. 

## Storia
Venne aperto nel 1890, con il nome di viale del Re, per connettere tra loro il centro e la stazione di Trastevere, inaugurata nel medesimo anno. 
Per fare spazio all'ampio viale alberato venne demolito un bastione delle mura gianicolensi, così come numerose abitazioni del rione Trastevere e anche parte degli edifici costruiti pochi anni prima da Andrea Busiri Vici in piazza Mastai. 
Quando, nel 1911, la stazione di Trastevere fu declassata a scalo e sostituita da un nuovo e omonimo impianto, un po' più sud, anche il viale venne debitamente prolungato. 
Prese il nome di viale del Lavoro nel 1944 e quello attuale nel 1946, con la nascita della Repubblica.

## Descrizione
Il viale si sviluppa per circa 1800 metri, di cui i primi 600 nel R. XIII Trastevere e i restanti 1200 nel Q. XII Gianicolense. 
Ha inizio da piazza Sidney Sonnino, che si trova adiacente a piazza Giuseppe Gioacchino Belli, la quale è a sua volta pressoché contigua al lungotevere e a ponte Garibaldi. In piazza Sonnino si trovano la basilica di San Crisogono e la casa di Dante in Roma. 
Sempre proseguendo con le spalle al centro, sulla sinistra ci si imbatte in piazza Mastai, pre-esistente al viale, incentrata sul Palazzo della Manifattura Pontificia dei Tabacchi (oggi dell'Agenzia delle dogane e dei monopoli) e voluta da papa Pio IX (nato Giovanni Maria Mastai). 
All'altezza dell'incrocio tra il viale e via Girolamo Induno (a sinistra) e via Emilio Morosini (a destra), vi si affacciano rispettivamente il Palazzo degli Esami e il Palazzo del Ministero della pubblica istruzione. 
Poco oltre, nel punto in cui le mura gianicolensi furono tagliate (e il cui tracciato, pur scomparso, segna ugualmente il confine tra il rione Trastevere e il quartiere Gianicolense), si apre piazza Bernardino da Feltre. 
Proseguendo, ci si imbatte quindi nella vecchia stazione di Trastevere, su piazza Ippolito Nievo. Poco dopo, il viale - che per questo intero tratto di ca. 1200 metri ha proseguito pressoché in linea retta nord-est - sud-ovest da piazza Sonnino - compie una curva per dirigersi, con andamento rettilineo nord-sud, verso la sua meta finale: piazza Biondo Flavio, con la nuova stazione di Trastevere.

## Collegamenti
Il viale è percorso per tutta la sua lunghezza dalla linea 8 del tram, mentre la linea 3 lo percorre dall'incrocio con via Induno alla stazione Trastevere.